# ラヌッチョ・ファルネーゼの肖像
『ラヌッチョ・ファルネーゼの肖像』（ラヌッチョ・ファルネーゼのしょうぞう、英: Ritratto di Ranuccio Farnese、英: Portrait of Ranuccio Farnese）は、イタリア盛期ルネサンスのヴェネツィア派の巨匠ティツィアーノ・ヴェチェッリオが1542年ごろ、キャンバス上に油彩で制作した絵画である。画家がファルネーゼ家の人物を描いた最初の肖像画の1つで、コルナーロ (Cornaro) 司祭によりラヌッチョの母ジェローラマ・オルシーニに贈るために委嘱された。「Titianvs F.」と署名されている。作品は、ワシントン・ナショナル・ギャラリーに所蔵されている。

## 作品
描かれているのは、パルマ公で教皇軍の司令官であったピエール・ルイージ・ファルネーゼの4番目の息子ラヌッチョ・ファルネーゼである。彼の兄アレッサンドロ・ファルネーゼが手紙で書いている通り、当時ラヌッチョは12歳（作品が描かれ始めた当初は11歳）で、絵画は彼がパルマにいた時に制作された。それ以前に、彼は祖父の教皇パウルス3世の縁故主義によりマルタ騎士団の重要な拠点であるサン・ジョヴァンニ・デイ・フォルラーニ (San Giovanni dei Forlani) 修道院の院長となるべくヴェネツィアに送られた。ラヌッチョは14歳でナポリの大司教となり、19歳になるまでにはコンスタンティノープルの総大司教とラヴェンナの大司教を兼ねていた。1564年、わずか35歳で死ぬ直前にはミラノの大司教となった。彼は、その教養と善良な性格によって人々から好感を持たれたといわれている。
ティツィアーノの肖像画は、素晴らしい性格描写と見事な技術のために大きな需要があった。この肖像画を描いた同じ年に、ティツィアーノは少女『クラリッサ・ストロッツィの肖像』 (ベルリン絵画館) も描いており、これら2点の肖像画は若々しい対象に対する巨匠の並々ならぬ好意的な筆致を表明している。イタリアの最も重要な二家の子供たちを描くことに際し、ティツィアーノはあどけない顔の柔和な感性と社会的な地位、贅沢な衣装といった外面的な表示との間の明らかな不調和を意識していたようである。本作で、画家はラヌッチョの利発そうで気品ある風貌を生き生きと、しかしその短い生命を予感させるような繊細さとともに描き出している。
本作で、画家は色彩を黒、白、ピンクに限定し、物の表面を光で生き生きとしたものにしている。それは、ベルベットの袖にさざ波を立てる鈍い輝き、切込みの入ったダブレットに広がる模様のような輝き、サテンのマルタ騎士団の十字章上で移ろう光の反映に見られる。少年の衣装の光沢、マルタ騎士団の十字章、剣の柄は、大きな優しい目、ふくらんだ鼻孔、ふっくらとした口の穏やかな顔面を引き立て、かつ高めている。
ティツィアーノは、教皇パウルス3世と富裕で影響力のあったファルネーゼ家の庇護を得ようと、細心の注意をもって本作に取り組んだのかもしれない。本作の成功により、画家はすぐにパウルス3世の肖像画を描くために招聘され、その後、ファルネーゼ家から数々の肖像画の依頼を受けることになった。

## 来歴
当初、ローマ、パルマのファルネーゼ家のコレクションにあったが、1734年から1816年までナポリのブルボン家のコレクションにあった。その後、作品はジョージ・ドナルドソン卿 (Sir George Donaldson) によりロンドンにもたらされ、1880年にジョン・チャールズ・ロビンソンに、次いで1885年以前にフランシス・クック (Francis Cook) に売却された。最終的に1947年、グアルティエロ・ヴォルテッラ (Gualtiero Volterra) により、フィレンツェのアレッサンドロ・コンティーニ・ボナコッシ（Alessandro Contini Bonacossi) 伯爵に売却され、1948年には伯爵からサミュエル・ヘンリー・クレスに売却された。1952年に、作品はクレス財団から現在の所蔵元であるナショナル・ギャラリー (ワシントン) に寄贈された。